# Ильин, Алексей Николаевич
Алексей Николаевич Ильин (24 сентября 1944, дер. Друи, Псковская область — 14 октября 1996, Москва) — советский партийный и государственный деятель, второй секретарь ЦК КП РСФСР (1990—1991).

## Биография
В 1962 году поступил в Великолукский сельскохозяйственный институт (закончил в 1971 году, с перерывом на службу в Советской Армии в 1963-1966 годах) и аспирантуру при АОН при ЦК КПСС (1986), кандидат экономических наук (1985).
С 1967 — на комсомольской работе: секретарь комитета ВЛКСМ Великолукского сельскохозяйственного института, в 1967—1969 1-й секретарь Великолукского горкома ВЛКСМ, в 1969—1971 — 2-й секретарь Псковского обкома ВЛКСМ, в 1971—1973 — ответорганизатор ЦК ВЛКСМ, с января 1973 — 1-й секретарь Псковского обкома ВЛКСМ.
В 1975—1979 — 1-й секретарь Куньинского райкома КПСС, в 1979—1983 и 1985—1988 — секретарь Псковского обкома КПСС, в 1988—1990 — 1-й секретарь Псковского обкома КПСС. В 1983—1985 — учился в аспирантуре АОН при ЦК КПСС.
В сентябре 1990 — ноябрь 1991 — 2-й секретарь, член политбюро ЦК КП РСФСР.
Одновременно в марте—октябре 1990 года председатель Псковского облсовета.
Член КПСС с 1966, член ЦК КПСС в 1990—1991 годах. Народный депутат СССР от Островского территориального избирательного округа в 1989—1991 годах.
Умер в Москве 14 октября 1996 года, похоронен на Троекуровском кладбище.